# Mistrzostwa Świata w Strzelaniu do Rzutków 1971
Mistrzostwa Świata w Strzelaniu do Rzutków 1971 – dwunaste mistrzostwa świata w strzelaniu tylko do rzutków. Rozegrano je we włoskiej Bolonii.
Przeprowadzono wówczas cztery konkurencje dla mężczyzn i dwie dla kobiet. W klasyfikacji medalowej zwyciężyli reprezentanci ZSRR.

## Klasyfikacja medalowa
Gospodarze mistrzostw
| Pozycja | Kraj     | Złoto | Srebro | Brąz | Łącznie |
| ------- | -------- | ----- | ------ | ---- | ------- |
| 1       | ZSRR     | 3     | 1      | 0    | 4       |
| 2       | Francja  | 1     | 0      | 1    | 2       |
| 2       | Meksyk   | 1     | 0      | 1    | 2       |
| 4       | RFN      | 1     | 0      | 0    | 1       |
| 5       | NRD      | 0     | 3      | 0    | 3       |
| 6       | Włochy   | 0     | 1      | 2    | 3       |
| 7       | Kanada   | 0     | 1      | 0    | 1       |
| 8       | Rumunia  | 0     | 0      | 1    | 1       |
| 8       | Norwegia | 0     | 0      | 1    | 1       |

## Wyniki

### Mężczyźni
| Konkurencja      | Złoto                                                                           | Wynik    | Srebro                                                                         | Wynik    | Brąz                                                                               | Wynik    |
| Skeet            | Jurij Curanow                                                                   | 200 pkt. | Klaus Reschke                                                                  | 198 pkt. | Loris Beccheroni                                                                   | 197 pkt. |
| Skeet, drużynowo | ZSRR · Jurij Curanow · Jewgienij Pietrow · Giennadij Siedinkin · Tariel Żgienti | 585 pkt. | NRD · Michael Buchheim · Klaus Krumpholz · Klaus Reschke · Klaus Schulze       | 585 pkt. | Włochy · Loris Beccheroni · Ercole Casadio · Floriano de Angeli · Romano Garagnani | 580 pkt. |
| Trap             | Michel Carrega                                                                  | 188 pkt. | Jürgen Henke                                                                   | 188 pkt. | Gheorghe Florescu                                                                  | 187 pkt. |
| Trap, drużynowo  | RFN · Peter Blecher · Heinz Leibinger · Ludwig Roselius · Hubertus Underberg    | 551 pkt. | Włochy · Silvano Basagni · Serafino Giani · Ennio Mattarelli · Giorgio Rosatti | 548 pkt. | Francja · Jean-Jacques Baud · Pierre Candelo · Michel Carrega · Michel Prévost     | 547 pkt. |

### Kobiety
| Konkurencja | Złoto             | Wynik    | Srebro            | Wynik    | Brąz        | Wynik    |
| Skeet       | Nuria Ortíz       | 146 pkt. | Łarisa Korczinska | 146 pkt. | Kari Linden | 140 pkt. |
| Trap        | Galina Chomontowa | 133 pkt. | Susan Nattrass    | 132 pkt. | Nuria Ortíz | 130 pkt. |